# Dunkassa
Dunkassa ist eine Stadt und ein Arrondissement im Departement Borgou im westafrikanischen Staat Benin. Es ist eine Verwaltungseinheit, die der Gerichtsbarkeit der Kommune Kalalè untersteht.

## Demografie und Verwaltung
Gemäß der Volkszählung 2013 des beninischen Statistikamtes INSAE hatte das Arrondissement 29.396 Einwohner, davon waren 14.590 männlich und 14.806 weiblich.
Von den 76 Dörfern und Quartieren der Kommune Kalalè entfallen 13 auf Dunkassa:
1. Alafiarou-Gando
2. Batin
3. Dadi
4. Dangorou
5. Gnel-Gamadjè
6. Djèga-Dunkassa
7. Djilidjalaré
8. Dunkassa
9. Dunkassa-Peulh
10. Gbéssakpérou
11. Gorobani
12. Kiricoubè
13. Ouénagourou